# Campeonato Mundial de Halterofilismo de 1959
O 35º Campeonato Mundial de Halterofilismo foi realizado em Varsóvia, na Polónia entre 29 de setembro a 4 de outubro de 1959. Participaram 85 halterofilistas de 19 nacionalidades. Essa edição foi realizada em conjunto com o Campeonato Europeu de Halterofilismo de 1959.

## Medalhistas
| Evento                     | Ouro                                 | Ouro     | Prata                                | Prata    | Bronze                        | Bronze   |
| -------------------------- | ------------------------------------ | -------- | ------------------------------------ | -------- | ----------------------------- | -------- |
| Galo (56 kg)               | Vladimir Stogov · União Soviética    | 332,5 kg | Marian Jankowski · Polónia           | 320,0 kg | Imre Földi · Hungria          | 295,0 kg |
| Pena (60 kg)               | Marian Zieliński · Polónia           | 365,0 kg | Isaac Berger · Estados Unidos        | 362,5 kg | Sebastiano Mannironi · Itália | 350,0 kg |
| Leve (67,5 kg)             | Viktor Bushuev · União Soviética     | 385,0 kg | Akop Faradzhyan · União Soviética    | 370,0 kg | Abdul-Wahid Aziz · Iraque     | 362,5 kg |
| Médio (75 kg)              | Tommy Kono · Estados Unidos          | 425,0 kg | Fyodor Bogdanovsky · União Soviética | 417,5 kg | Jan Bochenek · Polónia        | 392,5 kg |
| Meio-pesado-leve (82,5 kg) | Rudolf Plyukfelder · União Soviética | 457,5 kg | Ireneusz Paliński · Polónia          | 432,5 kg | Jim George · Estados Unidos   | 417,5 kg |
| Meio-pesado (90 kg)        | Louis Martin · Reino Unido           | 445,0 kg | Arkady Vorobyov · União Soviética    | 445,0 kg | Czesław Białas · Polónia      | 422,5 kg |
| Pesado (+ 90 kg)           | Yury Vlasov · União Soviética        | 500,0 kg | James Bradford · Estados Unidos      | 492,5 kg | Ivan Veselinov · Bulgária     | 455,0 kg |

## Quadro de medalhas
| Ordem | País            | Medalha de ouro | Medalha de prata | Medalha de bronze | Total |
| ----- | --------------- | --------------- | ---------------- | ----------------- | ----- |
| 1     | União Soviética | 4               | 3                | 0                 | 7     |
| 2     | Polónia         | 1               | 2                | 2                 | 5     |
| 3     | Estados Unidos  | 1               | 2                | 1                 | 4     |
| 4     | Reino Unido     | 1               | 0                | 0                 | 1     |
| 5     | Bulgária        | 0               | 0                | 1                 | 1     |
| 5     | Hungria         | 0               | 0                | 1                 | 1     |
| 5     | Iraque          | 0               | 0                | 1                 | 1     |
| 5     | Itália          | 0               | 0                | 1                 | 1     |
| Total | Total           | 7               | 7                | 7                 | 21    |